# Masterpiece (Ivan Cattaneo)
Masterpiece è un album raccolta di Ivan Cattaneo pubblicato nel 2000 dall'etichetta Warner Fonit.

## Tracce
1. Una zebra a pois / Tintarella di luna
2. Abbronzatissima
3. Bang Bang
4. Gira Gira
5. Coccinella
6. Il geghegè
7. Il ballo del mattone
8. I watussi
9. Che colpa abbiamo noi
10. Nessuno mi può giudicare
11. Sei diventata nera
12. Sono bugiardo